# HD 75649
HD 75649，又名CD-28 6610，SAO 176554、HR 3516，是一颗恒星，视星等为6.17，位于銀經252.27，銀緯9.73，其B1900.0坐标为赤經8h 46m 8.1s，赤緯-28° 9.73′ 40″。